# Pelina similis
Pelina similis är en tvåvingeart som beskrevs av Papp 1974. Pelina similis ingår i släktet Pelina och familjen vattenflugor. Inga underarter finns listade i Catalogue of Life.